# Pirinia koenigii
Pirinia koenigii  es la única especie del género monotípico Pirinia,  perteneciente a la familia de las cariofiláceas. Es  originaria de Bulgaria.

## Taxonomía
Pirinia koenigii fue descrita por Milos Král y publicado en Preslia 56(2): 162. 1984.